# Sex, Love and Rock 'n' Roll
Sex, Love and Rock 'n' Roll es el sexto álbum de Social Distortion. El álbum fue lanzado el 28 de septiembre de 2004. El lanzamiento del álbum se retrasó debido a la muerte de Dennis Danell en el año 2000. La canción que abre el álbum "Reach for the Sky" se convirtió en uno de los más grandes hits de la banda en 2004.

## Lista de canciones
Todas las canciones escritas por Mike Ness menos aquellas indicadas.
1. "Reach for the Sky" – 3:31
2. "Highway 101" – 3:44
3. "Don't Take Me for Granted" – 3:47
4. "Footprints on My Ceiling" – 5:08
5. "Nickels and Dimes" (J. Wickersham/Ness) – 3:05
6. "I Wasn't Born to Follow" – 2:55
7. "Winners and Losers" – 4:45
8. "Faithless" (Wickersham/Ness) – 3:02
9. "Live Before You Die" – 2:47
10. "Angels Wings" (Wickersham/Ness) – 4:59